# Erwin Schulhoff
Erwin Schulhoff (Praga, 8 giugno 1894 – Weißenburg in Bayern, 18 agosto 1942) è stato un compositore e pianista cecoslovacco di origine ebraica, vittima dell'Olocausto.

## Biografia
Nato da genitori tedeschi di origine ebraica, studiò nel conservatorio di Praga a partire dai 10 anni, grazie alla raccomandazione di Antonín Dvořák, in seguito studiò a Vienna, Lipsia e Colonia.
A causa delle sue origini dopo l'avvento del nazismo lavorò soprattutto in Cecoslovacchia.
Nel 1939 decise di diventare comunista e richiese la cittadinanza sovietica.
Nel 1941 la Cecoslovacchia fu invasa dalle truppe naziste e Schulhoff fece domanda per trasferirsi in Unione Sovietica approfittando del patto Molotov-Ribbentrop che lo tutelava in quanto cittadino sovietico, tuttavia in seguito la Germania invase anche la Russia e Schulhoff, ancora in attesa del documento d'espatrio fu arrestato ed internato nel lager di Wülzburg presso Weißenburg in Baviera, dove morì di tisi l'agosto dell'anno successivo.

## Composizioni più note
- Sinfonia n. 1
- Sinfonia n. 2
- Sinfonia n. 3
- Sinfonia n. 4
- Sinfonia n. 5
- Sinfonia n. 6 "Svobody" per coro e orchestra
- Concerto per pianoforte "Alla jazz"
- Concerto per flauto, pianoforte ed orchestra
- Suite per orchestra da camera
- Sestetto d'archi
- Divertimento per quartetto d'archi
- 5 pezzi for quartetto d'archi
- Quartetto d'archi n. 1
- Quartetto d'archi n. 2
- Concertino per flauto, viola e contrabbasso
- Suite per violino e pianoforte
- Sonata per flauto e pianoforte
- Sonata per violino n. 1
- Sonata per violoncello
- Sonata per pianoforte n. 1
- Sonata per pianoforte n. 2
- Sonata per pianoforte n. 3
- Hot-Sonate per sax e pianoforte
- 5 studi di Jazz per pianoforte
- 6 Esquisses de Jazz per pianoforte
- Suite dansante en Jazz per pianoforte
- Fünf Pittoresken per pianoforte
- Bassnachtigall per controfagotto
- Ogelala, balletto
- Flammen, opera